# در میان کرکس‌ها
در میان کرکس‌ها (به انگلیسی: Among Vultures) فیلمی محصول سال ۱۹۶۴ و به کارگردانی آلفرد وورر است. در این فیلم بازیگرانی همچون استوارت گرانجر، پیر بریس، ترنس هیل، الکه زومر، گوتز جرج، والت بارنس، زیگهارت روپ، میها بالوه و گوجکو میتیچ ایفای نقش کرده‌اند.